# Veldsla
Veldsla (Valerianella locusta, synoniem: Valerianella olitoria) is een plant uit kamperfoeliefamilie (Caprifoliaceae). De soort wordt ook wel korensla genoemd, al zijn dit beide officiële Nederlandse namen van andere plantensoorten. De eenjarige plant wordt als groente geteeld. Veldsla kan zowel vers als gestoofd worden gegeten, die smaak heeft iets nootachtigs. Het gewas komt voor in Eurazië en werd vroeger als het tussen het wintergraan groeide als onkruid beschouwd. De plant is niet winterhard, maar kan tot -5 °C vorst verdragen. De teelt is vooral in Duitsland en Frankrijk goed ontwikkeld. De teelt is in Nederland in opkomst. Ze vindt vooral plaats in Zuid-Holland rond Barendrecht, in Limburg en in Zeeland. In Nederland en België kweekt men veldsla zowel in de volle grond als in de koude kas. 
De plant wordt 7-25 cm hoog en bloeit in het wild in Nederland in april en mei en soms ook in juli en augustus. De vijfslippige bloemen zijn bleeklila, maar soms wit of rozerood. De meeldraden staan op de bloemkroon ingeplant. Het driehokkige vruchtbeginsel is onderstandig, waarbij maar één hokje vruchtbaar is. In het wild hebben de planten aan de voet spatelvormige bladeren. De bovenste bladeren zijn lancetvormig tot langwerpig. De vrij grote en zeer lichte vrucht is een nootje en heeft de vorm van een platte ui of tulpenbol. Pas geoogst zaad kiemt slecht door de nog aanwezige kiemrust.
De plant komt in het wild voor op open plaatsen met vochtige, voedselrijke grond in bermen en op dijken en soms op landbouwgrond. Rond de zomer is ze niet te zien waarna alle zaden rond de herfst tegelijk zullen ontkiemen.

## Teelt

### Vollegrond
- Herfstteelt: breedwerpig of op rijen vanaf half augustus tot eind september zaaien. De rijafstand bedraagt 15 cm. Na het zaaien licht aanharken en de grond aandrukken. Na opkomst de planten uitdunnen tot 4 cm in de rij. Bij dichtere stand kan makkelijk smet (rot) optreden. Geoogst kan worden in december als de plantjes 10 cm hoog zijn. Later kunnen de planten doodvriezen.De opbrengst bedraagt ongeveer 1,5 kg/m².
- Voorjaars- en zomerteelt: zaaien op rijen met een rijafstand van 15 cm. Na het zaaien licht aanharken en de grond aandrukken. Na opkomst de planten uitdunnen tot 4 cm in de rij. De opbrengst bedraagt ongeveer 1,5 kg/m².

### Onder glas
- Winterteelt (onverwarmd, veldsla is winterhard tot -15°C): breedwerpig zaaien vanaf eind september tot eind oktober onder glas of platglas. Bij deze teelt wordt er niet uitgedund. Na het zaaien het zaad licht inharken en de grond aandrukken. Het zaaibed moet tot de opkomst vochtig gehouden worden.

Meestal wordt echter op perspotjes gezaaid van begin september tot half oktober, die ondiep uitgeplant worden van eind september tot half december. Na het planten dient er goed beregend te worden; tijdens de teelt mag de grond niet uitdrogen. Regelmatige, kortdurende beregening houdt het gewas gezond. Er kan geoogst worden vanaf half november tot half februari. De opbrengst bedraagt ongeveer 1-1,5 kg/m². De belangrijkste teeltproblemen zijn smet (meeldauw), grijsrot en bladvergeling. Een bekend ras is Gala, maar Elan is een sneller groeiend ras met een hogere weerstand tegen smet.

### Zaadteelt
De teelt van zaad werd gedaan op de duinzandgronden van Noord-Holland, vandaar de rasnaam 'Grote Noordhollandse'. In november en december werd op rijtjes met een rijafstand van 30 cm gezaaid en in de rij bedroeg de plantafstand 2 cm. In april en mei bloeiden de planten en in juli viel het rijpe zaad op de grond. Dit werd uit de grond gezeefd.

## Rassen
Enkele rassen:
- 'Grote Noordhollandse' heeft 10 tot 13 cm grote, langwerpige, midden- tot donkergroene bladeren. Dit ras is vatbaar voor valse meeldauw.
- 'Elan' heeft grootbladige, ronde, donkergroene bladeren en is tolerant tegen valse meeldauw. Vooral geschikt voor de teelt onder glas.

## Inhoudsstoffen
De voedingswaarde van 100 gram verse veldsla is:
| Energetische waarde | 100 kJ   |
| Koolhydraten        | 3,0 gram |
| Eiwit               | 2,0 gram |
| Vet                 | 0,0 gram |
| Vitamine C          | 40,0 mg  |
| Caroteen            | 1,50 mg  |
| Vitamine B1         | 0,07 mg  |
| Vitamine B2         | 0,07 mg  |
| Calcium             | 25,0 mg  |
| IJzer               | 4 mg     |